# 京城地铁
北京京城地铁有限公司是中国北京的一个城市轨道交通营运公司。该公司与北京东直门机场快速轨道有限公司签订了为期30年的北京地铁首都机场线的营运权，包括首都机场线及东直门航空服务楼部分楼层的经营收益权。

## 京越地铁
京城地铁在绍兴的分公司名为绍兴京越地铁有限公司，负责绍兴轨道交通1号线运营管理。